# Callistemon sieberi
Callistemon sieberi är en myrtenväxtart som beskrevs av Dc.. Callistemon sieberi ingår i släktet lampborstar, och familjen myrtenväxter. Inga underarter finns listade i Catalogue of Life.

## Bildgalleri

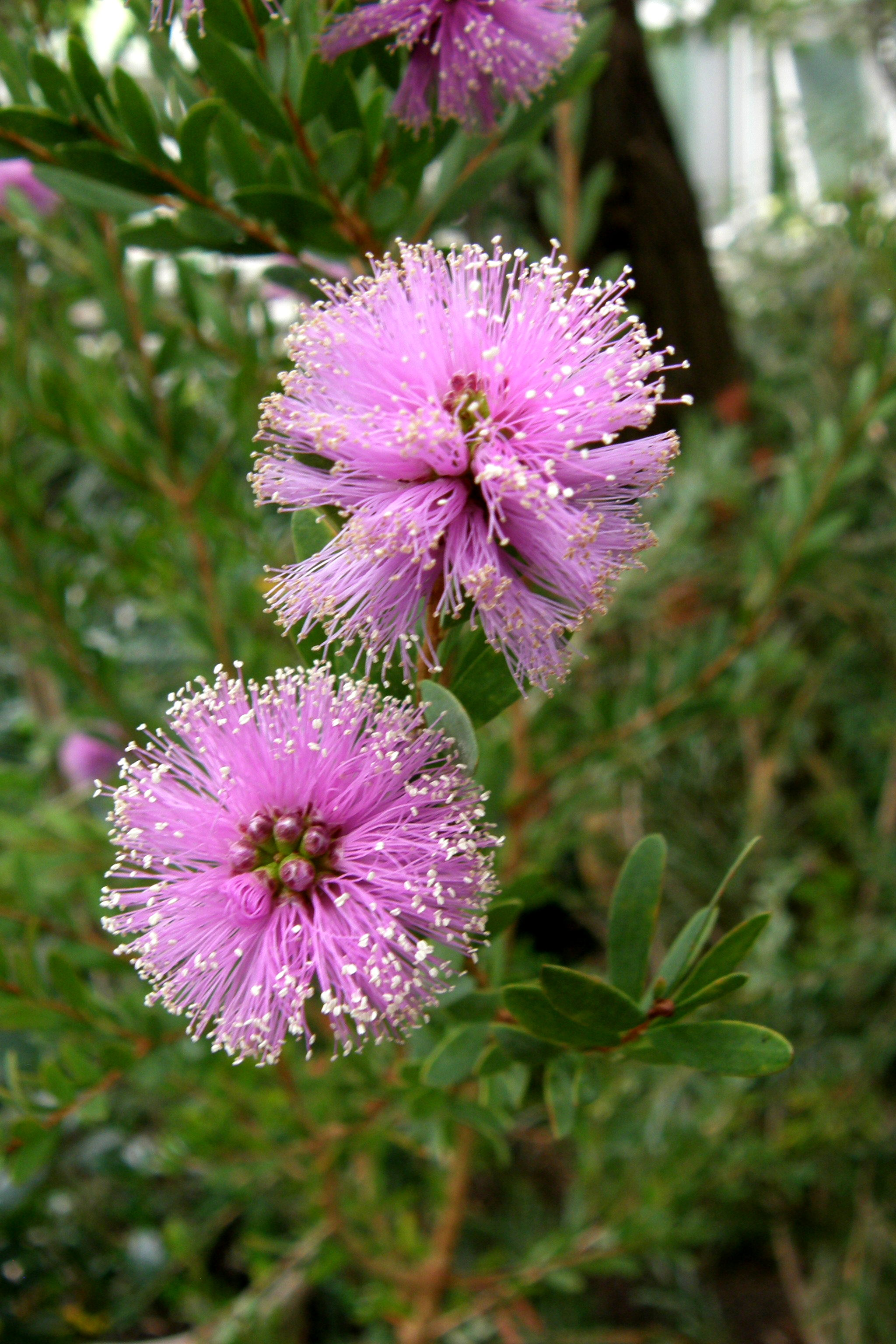
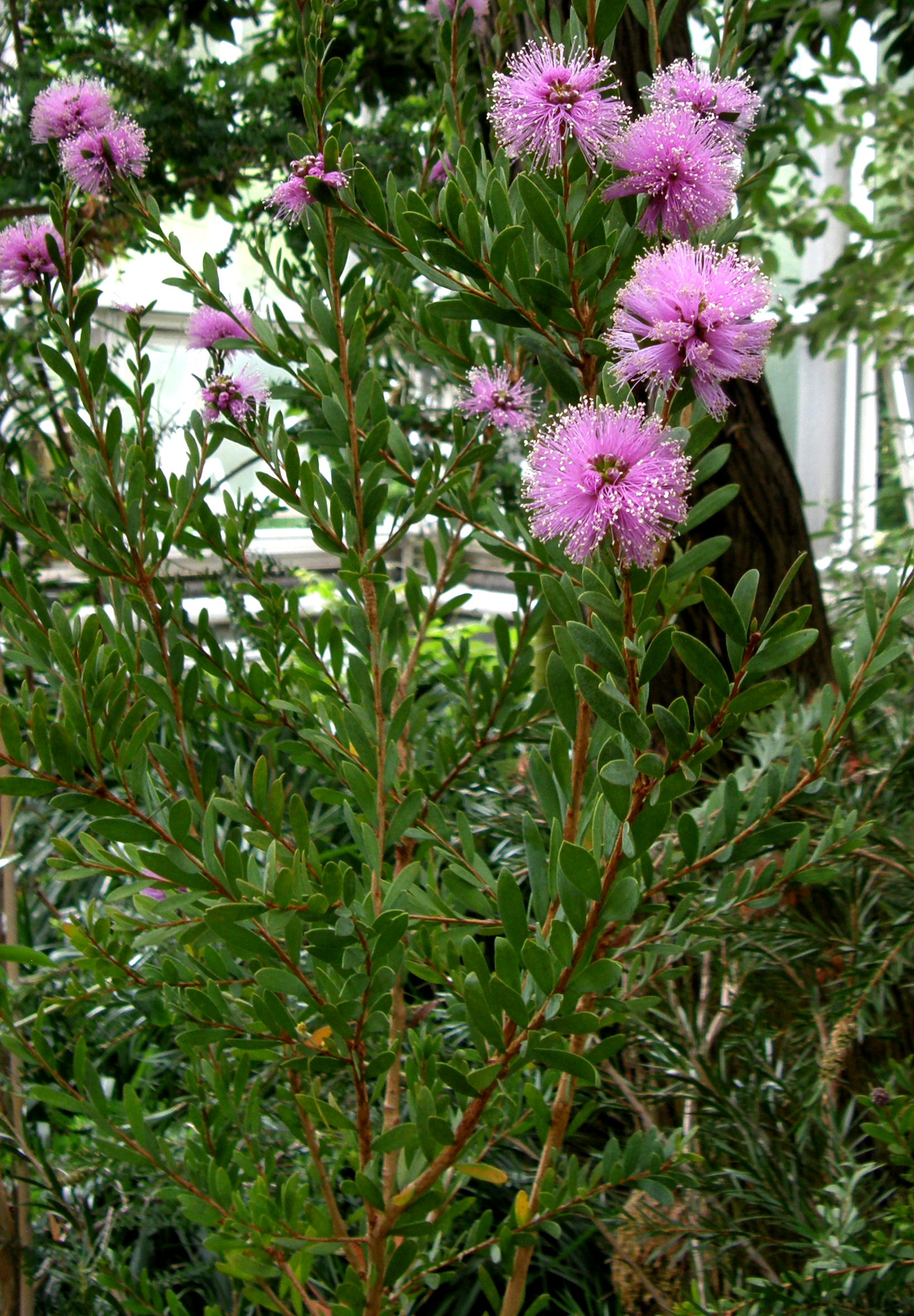
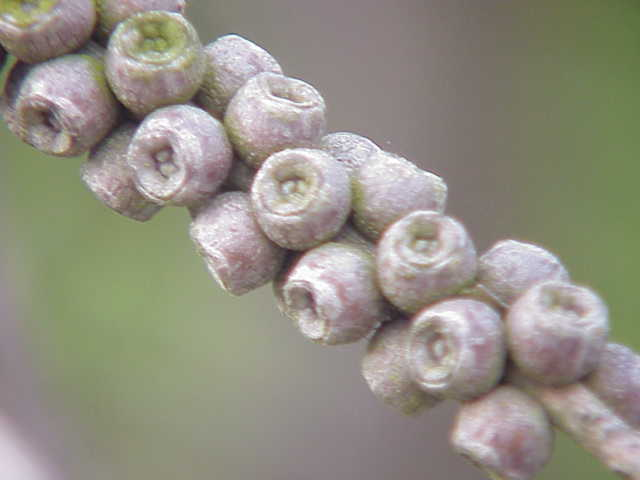
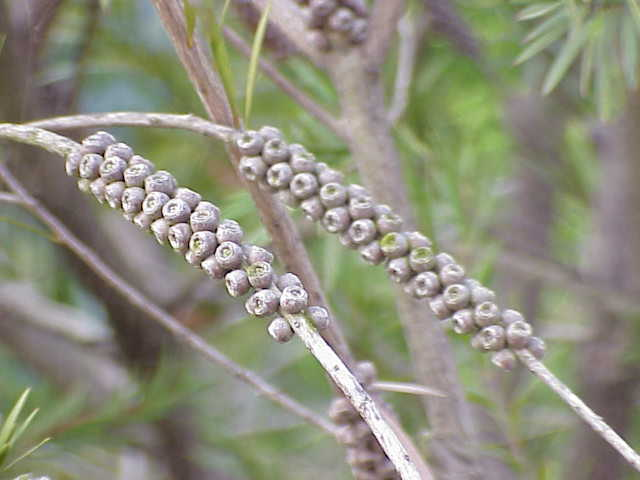
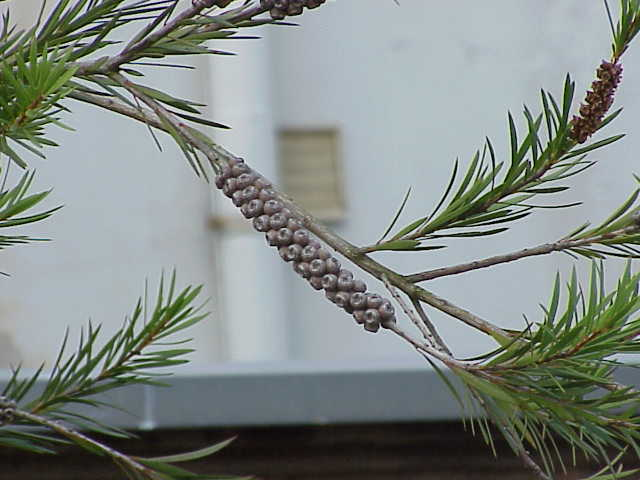
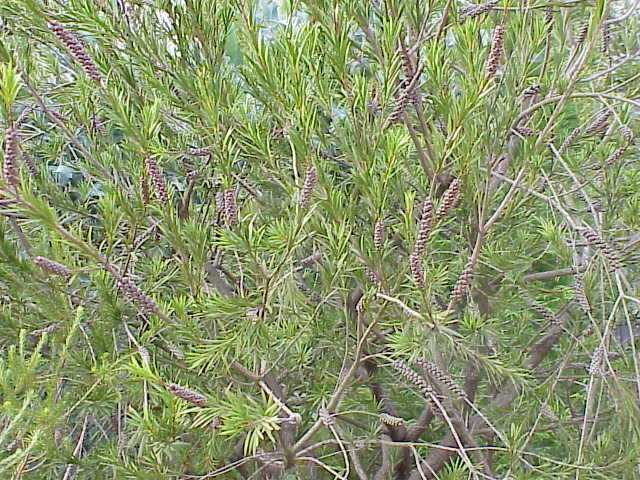